# Петеранец
Петеранец је насељено место и седиште општине у Копривничко-крижевачкој жупанији, Република Хрватска.

## Историја
До територијалне реорганизације у Хрватској налазио се у саставу бивше велике општине Копривница.

## Становништво
На попису становништва 2011. године, општина Петеранец је имала 2.704 становника, од чега у самом Петеранцу 1.431.

## Попис1991.
На попису становништва 1991. године, насељено место Петеранец је имало 1.571 становника, следећег националног састава:
| Попис 1991.‍   | Попис 1991.‍  | Попис 1991.‍ | Попис 1991.‍ | Попис 1991.‍ |
| ------------- | ------------ | ----------- | ----------- | ----------- |
|               |              |             |             |             |
| Хрвати        | Хрвати       |             | 1.550       | 98,66%      |
| Југословени   | Југословени  |             | 5           | 0,31%       |
| Словенци      | Словенци     |             | 4           | 0,25%       |
| Срби          | Срби         |             | 4           | 0,25%       |
| Македонци     | Македонци    |             | 1           | 0,06%       |
| неопредељени  | неопредељени |             | 2           | 0,12%       |
| непознато     | непознато    |             | 5           | 0,31%       |
| укупно: 1.571 |              |             |             |             |